# Sport Clube Melgacense
O Sport Clube Melgacense é um clube multidesportivo português, localizado no concelho de Melgaço, distrito de Viana do Castelo, com fundação no ano de 1957. A principal modalidade do clube é o futebol, distinguindo-se, no entanto, também em outras modalidades como o futsal. É considerado o clube mais a norte de Portugal.
O seu estádio localiza-se no Centro de Estágios de Melgaço. Atualmente a equipa masculina sénior de futebol disputa o Campeonato Português de Futebol na I Divisão da Associação de Futebol de Viana do Castelo, tendo ainda as equipas das camadas jovens de futebol feminino sido campeãs distritais nos anos de 2023/24 e 2024/25.

## História
Durante a primeira metade do século XX, existia em Melgaço um clima de intensa atividade futebolística e rivalidade clubística, com inúmeros clubes e sociedades amadoras nas várias freguesias do concelho, tais como Sport Melgacense (1925), Atlético Melgacense (1935), São Gregórico FC, União Artística (1937), União Desportiva de Paderne, Grupo Desportivo Os Leões (1939), Comercial (1944), O Rápido (1944), Os Unidos (1944), Sporting de Melgaço (1945), Os Vitoriosos (1946) e o Grupo Desportivo do Penso, entre muitos outros que, no entanto, cessaram a sua total ou parcial atividade devido à falta de receitas e ao efeito migratório que marcou a localidade.
Em 1955, criou-se a ideia de fundar um novo clube na localidade, quando Amândio Fernandes, conhecido como o ‘Castilho’ ou ainda 'Castilha', Luís Fernandes Nabeiro, o ‘Luís do Miro’, Aurélio Ferreira Cardoso, o ‘Aurélio do Raúl Cataluna’ e António da Rocha Pinto, o ‘Tibórnia’, começaram, informalmente, a se reunir na sapataria de Amândio Fernandes, situada na Rua Direita, em pleno centro histórico da vila de Melgaço. Em Abril desse mesmo ano, o grupo de amigos escolheu como local para os seus jogos e treinos o antigo campo de futebol de Monte Prado, que durante os anos 20 já havia sido utilizado para o mesmo propósito e à altura se encontrava ao abandono, começando a realizar a limpeza do dito espaço, todos os Domingos de manhã. Terminada a obra, com a ajuda de amigos e apoiantes do projeto, em Agosto, quando se colocaram as balizas, feitas originalmente em madeira de pinho e doadas pela junta de freguesia de Prado, começaram-se a organizar jogos, todos os Domingos, entre os grupos de jovens e aficionados da modalidade. Dois anos mais tarde, foi formalmente nomeada a direção do clube, constituída pelos membros fundadores, sendo então oficialmente fundado o Sport Clube Melgacense a 25 de outubro de 1957. Nos anos que se seguiram, eram sobretudo célebres os jogos realizados entre as equipas constituídas pelos emigrantes contra os residentes e membros do Melgacense. 
Em 1973, o clube, até então amador, filiou-se na Federação Portuguesa de Futebol e na Associação de Futebol de Viana do Castelo, passando a jogar no extinto campo municipal, também referido como Campo Dr. Sidónio Soares de Sousa, localizado no atual Bairro da Senhora da Graça, até 2001, ano em que foi construído o Centro de Estágios de Melgaço e cedido o seu campo de futebol e instalações ao clube minhoto.
Durante o fim dos anos 90 e o início do século XXI, o clube sofreu várias épocas de maus investimentos e fraca gestão dos seus meios e recursos, que por sua vez agravaram o défice financeiro do Sport Clube Melgacense, sendo a sua receita, realizada através de doações e parcerias, insuficiente para colmatar os seus gastos. Chegando a competir na extinta III Divisão, o que implicava despesas maiores, em Janeiro de 2012, com a demissão de vários membros da direção e do vice-presidente, após se verificarem uma série de irregularidades, falta de pagamentos e processos judiciais pendentes, um novo conselho de administração foi formado numa reunião extraordinária, com o objetivo de reorganizar e recuperar o clube. Nesse mesmo ano, apesar do clube ter sofrido outro revês ao descer de escalão, visto a III Divisão Nacional ter cessado de existir, passando então o plano de recuperação da comissão de gestão a assumir a necessidade de apostar nas camadas de formação mais jovens e apenas na liga distrital, o Governo Português declarou a “Utilidade Pública” do Sport Clube Melgacense, segundo despacho publicado em Diário da República com assinatura do secretário de Estado da Presidência do Conselho de Ministros, Luís Marques Guedes, possibilitando alguns apoios para a entidade desportiva minhota se reerguer.
Atualmente, sob a direção de uma Comissão Administrativa e após vários anos a tentar regressar ao principal escalão do futebol distrital de Viana do Castelo, no ano de 2019/2020 o clube terminou a prova em 2.º lugar a dois pontos do líder, assegurando a sua posição na I Divisão da AF Viana do Castelo. Sendo o futebol a principal modalidade desportista do Sport Clube Melgacense, para além da equipa sénior masculina, ainda existem os patamares de veteranos, juniores, juvenis, iniciados e infantis. Desde 2023, o clube conta também com equipas de futebol feminino, tendo as jogadoras juniores S15 e S17 sido campeãs distritais em 2023/2024 2024/2025, respectivamente.

## Símbolos e Cores
Desde a sua fundação, como símbolos fundamentais do clube minhoto são utilizadas, tanto nos uniformes como no emblema, as cores vermelho, azul e branco, pontuados pela imagem emblemática de dois leóes e o Castelo de Melgaço, sobre o rio Minho, tal como figuram no brasão do município de Melgaço. 

## Dirigentes
| Nome                                                               | Cargo                                 | Início | Fim           | Período | Palmirés |
| ------------------------------------------------------------------ | ------------------------------------- | ------ | ------------- | ------- | --- |
| Aurélio Ferreira Cardoso                                           | Presidente                            | 1981   | 1988          | 8 anos  | |
| Aurélio Ferreira Cardoso                                           | Vice-Presidente                       | 2000   | 2006          | 6 anos  | Vice-Campeão da Divisão de Honra |
| Manuel Ribeiro                                                     | Vice-Presidente                       | 2002   | 2003          | 1 ano   | |
| Fernando Gonçalves                                                 | Presidente                            | 2003   | 2005          | 2 anos  | Bicampeão da Taça de Honra Vice-Campeão Distrital - Juvenis Vice-Campeão da Divisão de Honra                                                       |
| Fernando Souto Alves                                               | Vice-Presidente                       | 2003   | 2004          | 1 ano   | |
| Raúl Cardoso                                                       | Vice-Presidente                       | 2004   | 2005          | 1 ano   | |
| António Antunes Regueira                                           | Presidente                            | 2005   | 2009          | 4 anos  | Campeão da Taça de Honra |
| Manuel Cardoso Rodrigues                                           | Vice-Presidente                       | 2005   | 2007          | 2 anos  | |
| Fernando Souto Alves                                               | Vice-Presidente                       | 2007   | 2009          | 2 anos  | |
| Fernando Souto Alves                                               | Presidente                            | 2009   | 2012          | 3 anos  | Campeão da Divisão de Honra |
| Jorge Domingues                                                    | Vice-Presidente                       | 2009   | 2012          | 3 anos  | |
| Abel Pereira António José Alves Fernando Souto Alves Paulo Azevedo | Membros da Comissão Administrativa    | 2012   | 2016          | 4 anos  | Campeão do Torneio Extra - Juniores C - Série B Vice-Campeão da II Divisão - Juniores C - Série B                                                  |
| Fernando Souto Alves                                               | Presidente                            | 2016   | 2018          | 2 anos  | Campeão do Torneio Extraordinário - Juniores B Campeão do Torneio da II Divisão - Fase Subida de Juniores B Vice-Campeão da II Divisão - Juvenis B |
| Abel Pereira                                                       | Presidente                            | 2018   | 2021          |         | Vice-Campeão da II Divisão |
| Emídio Afonso                                                      | Presidente                            | 2021   | 2023          |         | |
| Henrique Silva                                                     | Presidente                            | 2023   | 2023          |         | |
| Éder Hammer Jann                                                   | Presidente da Comissão Administrativa | 2024   | presentemente |         | |

## Futebol
| Treinador                      | Tempo em Funções | Patrocínios                                | Uniforme                                                              | Divisão/Competições                                                                                                   | Classificação no Campeonato                                           | Títulos                                                          |
| ------------------------------ | ---------------- | ------------------------------------------ | --------------------------------------------------------------------- | --- | --------------------------------------------------------------------- | ---------------------------------------------------------------- |
|                                | 1973/1974        |                                            |                                                                       | I Divisão da AF Viana do Castelo                                                                                      | 10º (26 jogos, 47 pontos)                                             |                                                                  |
|                                | 1974/1975        | 8º (26 jogos, 48 pontos)                   |                                                                       | I Divisão da AF Viana do Castelo                                                                                      |                                                                       |                                                                  |
|                                | 1975/1976        | 10º (35 jogos, 69 pontos)                  |                                                                       | I Divisão da AF Viana do Castelo                                                                                      |                                                                       |                                                                  |
|                                | 1976/1977        | 13º (26 jogos, 40 pontos)                  |                                                                       | I Divisão da AF Viana do Castelo                                                                                      |                                                                       |                                                                  |
|                                | 1977/1978        | 11º (26 jogos, 19 pontos)                  |                                                                       | I Divisão da AF Viana do Castelo                                                                                      |                                                                       |                                                                  |
|                                | 1978/1979        | 7º (26 jogos, 25 pontos)                   |                                                                       | I Divisão da AF Viana do Castelo                                                                                      |                                                                       |                                                                  |
|                                | 1979/1980        | 14º (30 jogos, 24 pontos)                  |                                                                       | I Divisão da AF Viana do Castelo                                                                                      |                                                                       |                                                                  |
|                                | 1980/1981        | 14º (30 jogos, 23 pontos)                  |                                                                       | I Divisão da AF Viana do Castelo                                                                                      |                                                                       |                                                                  |
|                                | 1981/1982        | II Divisão da AF Viana do Castelo          |                                                                       | |                                                                       |                                                                  |
|                                | 1982/1983        | II Divisão - Série A da AF Viana Castelo   |                                                                       | |                                                                       |                                                                  |
|                                | 1983/1984        | II Divisão - Série A da AF Viana Castelo   |                                                                       | |                                                                       |                                                                  |
|                                | 1984/1985        | II Divisão - Série A da AF Viana Castelo   |                                                                       | |                                                                       |                                                                  |
|                                | 1985/1986        | II Divisão - Série A da AF Viana Castelo   |                                                                       | |                                                                       |                                                                  |
|                                | 1986/1987        | II Divisão - Série A da AF Viana Castelo   |                                                                       | |                                                                       |                                                                  |
|                                | 1987/1988        | I Divisão da AF Viana do Castelo           | 12º (30 jogos, 25 pontos)                                             | |                                                                       |                                                                  |
|                                | 1988/1989        | I Divisão da AF Viana do Castelo           | 14º (30 jogos, 19 pontos)                                             | |                                                                       |                                                                  |
|                                | 1989/1990        | II Divisão da AF Viana do Castelo          |                                                                       | |                                                                       |                                                                  |
|                                | 1990/1991        | II Divisão da AF Viana do Castelo          | 5º (28 jogos, 49 pontos)                                              | |                                                                       |                                                                  |
|                                | 1991/1992        | II Divisão da AF Viana do Castelo          | 11º (28 jogos, 36 pontos)                                             | |                                                                       |                                                                  |
|                                | 1992/1993        | II Divisão da AF Viana do Castelo          | 2º (28 jogos, 63 pontos)                                              | Título de Vice-Campeões da II Divisão                                                                                 |                                                                       |                                                                  |
|                                | 1993/1994        | I Divisão da AF Viana do Castelo           | 9º (30 jogos, 30 pontos)                                              | |                                                                       |                                                                  |
|                                | 1994/1995        | I Divisão da AF Viana do Castelo           | 9º (30 jogos, 25 pontos)                                              | |                                                                       |                                                                  |
|                                | 1995/1996        | I Divisão da AF Viana do Castelo           | 15º (28 jogos, 18 pontos)                                             | |                                                                       |                                                                  |
|                                | 1997/1998        | I Divisão da AF Viana do Castelo           |                                                                       | |                                                                       |                                                                  |
|                                | 1998/1999        | I Divisão da AF Viana do Castelo           | 5º (14 jogos, 19 pontos)                                              | |                                                                       |                                                                  |
|                                | 1999/2000        | I Divisão da AF Viana do Castelo           | 7º (32 jogos, 53 pontos)                                              | |                                                                       |                                                                  |
|                                | 2000/2001        | Divisão de Honra da AF Viana do Castelo    | 2º (24 jogos, 47 pontos)                                              | Título de Vice-Campeões da Divisão de Honra                                                                           |                                                                       |                                                                  |
|                                | 2001/2002        | Divisão de Honra da AF Viana do Castelo    | 11º (26 jogos, 21 pontos)                                             | |                                                                       |                                                                  |
|                                | 2002/2003        | Divisão de Honra da AF Viana do Castelo    | 5º (26 jogos, 38 pontos)                                              | |                                                                       |                                                                  |
| Fernando Rego                  | 2003/2004        | Divisão de Honra da AF Viana do Castelo    | 5º (26 jogos, 45 pontos)                                              | Taça de Honra da AF Viana do Castelo                                                                                  |                                                                       |                                                                  |
| Avelino Chio                   | 2004/2005        | Divisão de Honra da AF Viana do Castelo    | 2º (26 jogos, 54 pontos)                                              | Taça de Honra da AF Viana do Castelo Título de Bicampões da Taça de Honra Título de Vice-Campeões da Divisão de Honra |                                                                       |                                                                  |
| Fernando Rego                  | 2005/2006        | Divisão de Honra da AF Viana do Castelo    | 3º (26 jogos, 49 pontos)                                              | |                                                                       |                                                                  |
| Vitor Alves                    | 2006/2007        | Divisão de Honra da AF Viana do Castelo    | Gama                                                                  | 5º (26 jogos, 39 pontos)                                                                                              |                                                                       |                                                                  |
| Vitor Alves                    | 2007/2008        | Divisão de Honra da AF Viana do Castelo    | Gama                                                                  | 7º (26 jogos, 38 pontos)                                                                                              | Taça de Honra da AF Viana do Castelo                                  |                                                                  |
| Paulo Cardoso                  | 2008-2009        | Divisão de Honra da AF Viana do Castelo    |                                                                       | 6º (26 jogos, 41 pontos)                                                                                              |                                                                       |                                                                  |
| Paulo Cardoso                  | 2009-2010        | Divisão de Honra da AF Viana do Castelo    | 1º (26 jogos, 61 pontos)                                              | Campeão da Divisão de Honra da AF Viana de Castelo                                                                    |                                                                       |                                                                  |
| Paulo Cardoso                  | 2010-2011        | III Divisão Nacional - Série A             | 6º (32 jogos, 24 pontos) 2ª eliminatória (Taça de Portugal 2010/2011) | |                                                                       |                                                                  |
| Paulo Cardoso                  | 2011-2012        | III Divisão Nacional - Série A             | 9º (32 jogos, 30 pontos) 1ª eliminatória (Taça de Portugal 2011/2012) | |                                                                       |                                                                  |
| Sérgio Rodrigues Leandro Vilas | 2012/2013        | III Divisão Nacional - Série A             | Crédito Agrícula Intermarché                                          | 12º (32 jogos, 10 pontos) 2ª eliminatória (Taça de Portugal 2012/2013)                                                |                                                                       |                                                                  |
| Leandro Vilas                  | 2013/2014        | I Divisão da AF Viana do Castelo           | Crédito Agrícula Intermarché                                          | 14º (30 jogos, 23 pontos) 1/16 da final (taça AF Viana do Castelo)                                                    |                                                                       |                                                                  |
| Gil Silva                      | 2014-2015        | I Divisão da AF Viana do Castelo           | Crédito Agrícula Intermarché                                          | Lusosport | 16º (30 jogos, 19 pontos) 1/16 da final (taça AF Viana do Castelo)    |                                                                  |
| Gil Silva                      | 2015-2016        | II Divisão da AF Viana do Castelo          | Crédito Agrícula Intermarché                                          | Lusosport | 7º (34 jogos, 57 pontos) oitavos da final (taça AF Viana do Castelo)  |                                                                  |
| Gil Silva                      | 2016-2017        | II Divisão da AF Viana do Castelo          | Crédito Agrícula Intermarché                                          | AFD Sportware | 4º (28 jogos, 49 pontos) meia-final (taça AF Viana do Castelo)        |                                                                  |
| Renato Pombo                   | 2017/2018        | II Divisão da AF Viana do Castelo          | Crédito Agrícula Intermarché                                          | AFD Sportware | 12º (34 jogos, 42 pontos) oitavos da final (taça AF Viana do Castelo) |                                                                  |
| Raúl Cardoso                   | 2018/2019        | II Divisão da AF Viana do Castelo          | Crédito Agrícula Intermarché                                          | G Sport | 9º (34 jogos, 45 pontos) 1ª eliminatória (taça AF Viana do Castelo)   |                                                                  |
| Paulo Almeida                  | 2019/2020        | II Divisão da AF Viana do Castelo          | Crédito Agrícula Intermarché                                          | G Sport | 2º (21 jogos, 48 pontos) 1ª eliminatória (taça AF Viana do Castelo)   | Título de Vice-Campeões da II Divisão                            |
| Paulo Almeida                  | 2020/2021        | I Divisão - Série A da AF Viana do Castelo | Crédito Agrícula Intermarché                                          | G Sport | 3º (5 jogos, 8 pontos)                                                | épocas condicionadas ou canceladas devido à pandemia de COVID-19 |
| Manolo Alves                   | 2021/2022        | I Divisão - Série A da AF Viana do Castelo | Crédito Agrícula Intermarché                                          | AFD Sportware | 8º (27 jogos, 19 pontos)                                              | épocas condicionadas ou canceladas devido à pandemia de COVID-19 |
| Vítor Luís Gomes               | 2021/2022        | I Divisão - Série A da AF Viana do Castelo | Crédito Agrícula Intermarché                                          | AFD Sportware | 8º (27 jogos, 19 pontos)                                              | épocas condicionadas ou canceladas devido à pandemia de COVID-19 |
| Tiano Faria                    | 2022/2023        | II Divisão da AF Viana do Castelo          | Crédito Agrícula Intermarché                                          | AFD Sportware | 1º (14 jogos, 31 pontos)                                              | Campeão da II Divisão                                            |
| Tiano Faria                    | 2023/2024        | I Divisão - Série A da AF Viana do Castelo | Crédito Agrícula Intermarché                                          | AFD Sportware | 12º (30 jogos, 28 pontos)                                             |                                                                  |
| Andrés Madrid                  | 2024/2025        | I Divisão - Série A da AF Viana do Castelo | Crédito Agrícula Intermarché                                          | |                                                                       |                                                                  |

| Treinador         | Época     | Divisão/Competições                                | Classificação                                | Títulos |
| ----------------- | --------- | -------------------------------------------------- | -------------------------------------------- | ------- |
| Sérgio Rodrigues  | 2008/2009 | Juniores A da AF de Viana do Castelo               | 7º (22 jogos, 26 pontos)                     |         |
| Sérgio Rodrigues  | 2009/2010 | Juniores A da AF de Viana do Castelo               | 7º (26 jogos, 38 pontos)                     |         |
| Sérgio Rodrigues  | 2011/2012 | Juniores A - Série A da AF de Viana do Castelo     | 9º (16 jogos, 3 pontos)l                     |         |
| Sérgio Rodrigues  | 2011/2012 | Taça da AF de Viana do Castelo                     | oitavos de final                             |         |
| Leandro Vilas     | 2012/2013 | I Divisão - Juniores A - da AF de Viana do Castelo | 10º (26 jogos, 27 pontos)                    |         |
| Leandro Vilas     | 2012/2013 | Taça da AF de Viana do Castelo                     | oitavos de final                             |         |
| Raúl Cardoso      | 2016/2017 | I Divisão - Juniores A da AF de Viana do Castelo   | 15º (30 jogos, 12 pontos)                    |         |
| Raúl Cardoso      | 2016/2017 | Taça da AF de Viana do Castelo                     | oitavos de final                             |         |
| Raúl Cardoso      | 2018/2019 | I Divisão - Juniores A - da AF de Viana do Castelo | 10º (31 jogos, 38 pontos)                    |         |
| Raúl Cardoso      | 2018/2019 | Taça da AF de Viana do Castelo                     | fase preliminar                              |         |
|                   | 2019/2020 | época condicionada pela pandemia de COVID-19       | época condicionada pela pandemia de COVID-19 |         |
|                   | 2020/2021 | época condicionada pela pandemia de COVID-19       | época condicionada pela pandemia de COVID-19 |         |
|                   | 2021/2022 |                                                    |                                              |         |
|                   | 2022/2023 |                                                    |                                              |         |
|                   | 2023/2024 | I Divisão - Juniores A da AF de Viana do Castelo   | 9º (11 jogos, 4 pontos)                      |         |
|                   | 2023/2024 | Torneio Extraordinário Série A                     | 4º (5 jogos, 6 pontos)                       |         |
|                   | 2023/2024 | Taça da AF de Viana do Castelo                     | oitavos de final                             |         |
| Eduardo Fernandes | 2024/2025 |                                                    |                                              |         |

| Treinador                          | Época                                                       | Divisão/Competições                                         | Classificação    | Títulos                           |
| ---------------------------------- | ----------------------------------------------------------- | ----------------------------------------------------------- | ---------------- | --------------------------------- |
|                                    | 2008/2009                                                   | Juniores B - Série A da AF de Viana do Castelo              | 8º               |                                   |
| 2010/2011                          | Torneio Extraordinário                                      | 3º                                                          |                  |                                   |
| 2010/2011                          | Juniores B - Série B da AF de Viana do Castelo              | 9º                                                          |                  |                                   |
| 2014/2015                          | Torneio Extraordinário                                      | 3º                                                          |                  |                                   |
| 2014/2015                          | II Divisão - Juniores B - Série B da AF de Viana do Castelo | 6º                                                          |                  |                                   |
| 2014/2015                          | Taça da AF de Viana do Castelo                              | fase preliminar                                             |                  |                                   |
| 2015/2016                          | Torneio Extra - Série B                                     | 2º                                                          |                  |                                   |
| 2015/2016                          | II Divisão - Juniores B - Série B da AF de Viana do Castelo | 4º                                                          |                  |                                   |
| 2015/2016                          | Taça da AF de Viana do Castelo                              | fase preliminar                                             |                  |                                   |
| Raúl Cardoso                       | 2016/2017                                                   | Torneio Extraordinário                                      | 1º               | Campeão do Torneio Extraordinário |
| Raúl Cardoso                       | 2016/2017                                                   | II Divisão - Juniores B - Série B da AF de Viana do Castelo | 7º               |                                   |
| Raúl Cardoso                       | 2016/2017                                                   | Taça da AF de Viana do Castelo                              | oitavos de final |                                   |
| Raúl Cardoso                       | 2017/2018                                                   | Torneio da II Divisão - Fase Subida                         | 1º               | Campeão do Torneio Fase Subida    |
| Raúl Cardoso                       | 2017/2018                                                   | II Divisão - Juniores B - Série A da AF de Viana do Castelo | 2º               | Vice-Campeões da II Divisão       |
| Raúl Cardoso                       | 2017/2018                                                   | Taça da AF de Viana do Castelo                              | fase preliminar  |                                   |
|                                    | 2018/2019                                                   |                                                             |                  |                                   |
|                                    | 2019/2020                                                   | época condicionada pela pandemia de COVID-19                |                  |                                   |
|                                    | 2020/2021                                                   | época condicionada pela pandemia de COVID-19                |                  |                                   |
|                                    | 2021/2022                                                   | II Divisão - Juniores B - da AF de Viana do Castelo         | 9º               |                                   |
| Taça da AF de Viana do Castelo     | 2021/2022                                                   | oitados de final                                            |                  |                                   |
|                                    | 2022/2023                                                   | II Divisão - Juniores B - da AF de Viana do Castelo         | 6º               |                                   |
| Torneio da II Divisão - Ap. Subida | 2022/2023                                                   | 6º                                                          |                  |                                   |
|                                    | 2023/2024                                                   | II Divisão - Juniores B - da AF de Viana do Castelo         | 9º               |                                   |
| Taça da AF de Viana do Castelo     | 2023/2024                                                   | 1ª eliminatória                                             |                  |                                   |
| Eduardo Fernandes                  | 2024/2025                                                   | II Divisão - Juniores B - da AF de Viana do Castelo         |                  |                                   |
| Eduardo Fernandes                  | 2024/2025                                                   | Taça da AF de Viana do Castelo                              |                  |                                   |

| Treinador                                                   | Época                                                       | Divisão/Competições                                         | Classificação                                    | Títulos                               |
| ----------------------------------------------------------- | ----------------------------------------------------------- | ----------------------------------------------------------- | ------------------------------------------------ | ------------------------------------- |
|                                                             | 2009/2010                                                   | Juniores C - Série B da AF de Viana do Castelo              | 11º                                              |                                       |
|                                                             | 2010/2011                                                   |                                                             |                                                  |                                       |
|                                                             | 2011/2012                                                   |                                                             |                                                  |                                       |
| Raúl Cardoso                                                | 2012/2013                                                   | Torneio de Juniores C - 2ª Fase - Ap. Subida 25º/30º        | 4º                                               |                                       |
| Raúl Cardoso                                                | 2012/2013                                                   | Juniores C - Série B da AF de Viana do Castelo              | 10º                                              |                                       |
| Raúl Cardoso                                                | 2012/2013                                                   | Taça da AF de Viana do Castelo                              | oitavos de final                                 |                                       |
| Raúl Cardoso                                                | 2013/2014                                                   | Torneio da II Divisão - Série de Subida                     | 6º                                               |                                       |
| Raúl Cardoso                                                | 2013/2014                                                   | II Divisão - Juniores C - Série B da AF de Viana do Castelo | 2º                                               | Vice-Campeões da II Divisão - Série B |
| Raúl Cardoso                                                | 2013/2014                                                   | Taça da AF de Viana do Castelo                              | oitavos de final                                 |                                       |
| Raúl Cardoso                                                | 2014/2015                                                   | Torneio Extra - Série B                                     | 2º                                               |                                       |
| Raúl Cardoso                                                | 2014/2015                                                   | II Divisão - Juniores C - Série B da AF de Viana do Castelo | 4º                                               |                                       |
| Raúl Cardoso                                                | 2014/2015                                                   | Taça da AF de Viana do Castelo                              | fase preliminar                                  |                                       |
| Raúl Cardoso                                                | 2015/2016                                                   | Torneio Extra - Série B                                     | 1º                                               | Campeão do Torneio Extra              |
| Raúl Cardoso                                                | 2015/2016                                                   | II Divisão - Juniores C - Série B da AF de Viana do Castelo | 5º                                               |                                       |
| Raúl Cardoso                                                | 2015/2016                                                   | Taça da AF de Viana do Castelo                              | quartos de final                                 |                                       |
|                                                             | 2018/2019                                                   | II Divisão - Juniores C - Série A da AF de Viana do Castelo | 5º                                               |                                       |
| Taça da AF de Viana do Castelo                              | 2018/2019                                                   | 1ª eliminatória                                             |                                                  |                                       |
| 2019/2020                                                   | Torneio Extraordinário                                      | 3º                                                          | época interrompida devido à pandemia de COVID-19 |                                       |
| 2019/2020                                                   | II Divisão - Juniores C - Série B da AF de Viana do Castelo | 4º                                                          | época interrompida devido à pandemia de COVID-19 |                                       |
| 2019/2020                                                   | Taça da AF de Viana do Castelo                              | quartos de final                                            | época interrompida devido à pandemia de COVID-19 |                                       |
| 2020/2021                                                   |                                                             |                                                             | época interrompida devido à pandemia de COVID-19 |                                       |
| 2021/2022                                                   | Torneio de Ap. Campeão                                      | 8º                                                          |                                                  |                                       |
| 2021/2022                                                   | II Divisão - Juniores C - Série B da AF de Viana do Castelo | 4º                                                          |                                                  |                                       |
| 2021/2022                                                   | Taça da AF de Viana do Castelo                              | 1ª eliminatória                                             |                                                  |                                       |
|                                                             | 2022/2023                                                   | Torneio Extraordinário - Série B                            | 3º                                               |                                       |
| II Divisão - Juniores C - Série B da AF de Viana do Castelo | 2022/2023                                                   | 8º                                                          |                                                  |                                       |
|                                                             | 2023/2024                                                   | Torneio Extraordinário - Série A                            | 6º                                               |                                       |
| II Divisão - Juniores C - Série B da AF de Viana do Castelo | 2023/2024                                                   | 10º                                                         |                                                  |                                       |
| Taça da AF de Viana do Castelo                              | 2023/2024                                                   | 1ª eliminatória                                             |                                                  |                                       |
|                                                             | 2024/2025                                                   | Torneio Extraordinário - Série A                            | 6º                                               |                                       |
| II Divisão - Juniores C - Série B da AF de Viana do Castelo | 2024/2025                                                   |                                                             |                                                  |                                       |
| Taça da AF de Viana do Castelo                              | 2024/2025                                                   | 1ª eliminatória                                             |                                                  |                                       |

| Treinador                                     | Época                                          | Divisão/Competição                           | Classificação | Títulos |
| --------------------------------------------- | ---------------------------------------------- | -------------------------------------------- | ------------- | ------- |
|                                               | 2021/2022                                      | Campeonato da AF V.Castelo - 1ª Fase Série A | 6º            |         |
| Campeonato da AF V. Castelo - 2ª Fase Série C | 2021/2022                                      | 6º                                           |               |         |
| 2022/2023                                     | Campeonato da AF V.Castelo - 1ª Fase Série C   | 1º                                           |               |         |
| 2022/2023                                     | Campeonato da AF V. Castelo - 2ª Fase Série C  | 6º                                           |               |         |
| 2023/2024                                     | Campeonato da AF V.Castelo - 1ª Fase Série A   | 5º                                           |               |         |
| 2023/2024                                     | Campeonato da AF V. Castelo - 2ª Fase Série C  | 5º                                           |               |         |
| 2024/2025                                     | Campeonato da AF. V. Castelo - 1ª Fase Série A |                                              |               |         |
| 2024/2025                                     | Campeonato da AF. V. Castelo - 2ª Fase Série B |                                              |               |         |

## Futebol Feminino
| Treinador      | Treinador Adjunto | Época     | Divisão/Competições | Classificação   | Títulos                                        |
| -------------- | ----------------- | --------- | --- | --------------- | ---------------------------------------------- |
| Paul Rodrigues | Henrique Silva    | 2023/2024 | Taça Nacional Sub-17 Feminino 1ªF Série A                                                                                 | 4º              |                                                |
| Paul Rodrigues | Henrique Silva    | 2023/2024 | Taça Nacional Sub-17 Feminino Fase Final                                                                                  | 2ª eliminatória |                                                |
| Paul Rodrigues | Henrique Silva    | 2024/2025 | Campeonato Feminino Juniores B de Viana do Castelo/Braga - Série B (Campeonato Interdistrital Feminino Sub-17 Futebol 11) | 1º              | Campeãs Distritrais de Futebol Feminino Sub-17 |

| Treinador   | Treinador Adjunto | Época     | Divisões/Competições                                   | Classificação | Títulos                                       |
| ----------- | ----------------- | --------- | ------------------------------------------------------ | ------------- | --------------------------------------------- |
| Diana Lopes |                   | 2023/2024 | Taça de Viana do Castelo - Futebol Feminino Juniores C | 1º            | Campeãs Distritais de Futebol Feminino Sub-15 |
| Diana Lopes | 2024/2025         |           |                                                        |               |                                               |

## Futsal Feminino
Em Janeiro de 2018, o Sport Clube Melgacense aderiu ao futsal feminino.
| Treinador                 | Treinador Adjunto                                    | Época     | Divisão/Competições                                                 | Classificação no Campeonato | Títulos |
| ------------------------- | ---------------------------------------------------- | --------- | ------------------------------------------------------------------- | --------------------------- | ------- |
| Gabriel Alexandre Ribeiro | Hélder Silva                                         | 2018/2019 | Série A da Taça da AF de Braga Campeonato da AF de Viana do Castelo | 5º 7º                       |         |
| Gabriel Alexandre Ribeiro | Hélder Silva                                         | 2019/2020 | Taça Braga/Viana                                                    | 13º                         |         |
|                           |                                                      | 2020/2021 | Campeonato da AF de Viana do Castelo                                | 3º                          |         |
| 2021/2022                 | Campeonato Interd. Fem. Futsal Braga/Viana - Série A | 7º        |                                                                     |                             |         |
| 2022/2023                 | Campeonato Interd. Fem. Futsal Braga/Viana - Série A | 5º        |                                                                     |                             |         |
| 2022/2023                 | Taça Amizade Braga/Viana                             | 5º        |                                                                     |                             |         |

## Atletas
Futebol
- Alioune Badará (2011-2012)
- Braíma Injai (2010-2011, 2011-2012)

## Ver Também
- Associação de Futebol de Viana do Castelo
- Campeonatos Distritais de futebol em Portugal
- Federação Portuguesa de Futebol
- Futebol em Portugal
- Sistema de ligas de futebol de Portugal